# تپه گورستان مومه‌ای
تپه قبرستان مومه‌ای مربوط به دوره ساسانیان - دوره ایلخانی است و در شهرستان اسلام‌آباد غرب، بخش مرکزی، دهستان حومه جنوبی، روستای مومه‌ای واقع شده و این اثر در تاریخ ۱۴ اسفند ۱۳۸۵ با شمارهٔ ثبت ۱۷۸۲۴ به‌عنوان یکی از آثار ملی ایران به ثبت رسیده است.